# Kannaland
Kannaland (officieel Kannaland Local Municipality) is een gemeente in het Zuid-Afrikaanse district Tuinroute.
Kannaland ligt in de provincie West-Kaap en telt 24.767 inwoners.

## Hoofdplaatsen
Kannaland is op zijn beurt nog eens verdeeld in 13 hoofdplaatsen (Afrikaans: nedersettings) en de hoofdstad van de gemeente is de hoofdplaats Ladismith.
- Anysberg
- Badshoogte
- Bergsig
- Calitzdorp
- Droëvlei
- Hoeko
- Kraaldorings
- Ladismith
- Oosgam
- Plathuis
- Vanwyksdorp
- Vleirivier
- Zoar